# Kálló Antal
Kálló Antal Gyula (Szeged, 1898. március 13. – Budapest, 1977. január 23.) magyar kórboncnok, törvényszéki orvosszakértő, egyetemi magántanár, az orvostudományok doktora (1952).

## Életpályája
Szülei: Kálló Gyula és Kristó Irma voltak. Elemi és középiskolai tanulmányait Szentesen végezte el. 1922-ben szerzett orvosi diplomát Budapesten. 1923-ban a szegedi Szülészeti és Nőgyógyászati Klinikán dolgozott. 1923-ban törvényszéki orvosszakértői képesítést szerzett. 1923–1937 között a szegedi egyetem kórbonctani intézetében tevékenykedett. 1925-ben Freiburgban volt tanulmányúton. 1928–1929 között Párizsban volt tanulmányúton. 1932-ben habilitált. 1934-ben a kórszövettani, bakteriológiai-szerológiai és kórvegytani vizsgálatok szakorvosa lett. 1937–1972 között a budapesti Szent János Kórház kórbonctani osztályának főorvosa volt. 1949–1963 között a Magyar Pathológusok Társaságának elnöke volt.

### Munkássága
Több külföldi tanulmányutat tett. Tudományos munkái a patológia több területén hoztak fontos eredményeket. Az emberi kórtanban is bizonyította a gyomor-patkóbél bántalmainak és a tüdővérzéseknek központi idegrendszeri eredetét. Munkáiban tisztázta a gümőkór számos kóroktani kérdését. Leírta egy ritka fejlődési rendellenesség kórbonctani elváltozásait. A tüdőtágulás és a légzészavar tárgykörével is foglalkozott.
Sírja Szentesen található.

## Díjai
- Kiváló Orvos (1969)[4]